# Vertrag von Bourges
Der Vertrag von Eltham, auch Vertrag von Bourges genannt, war eine Vereinbarung zwischen dem englischen König Heinrich IV. und den französischen Herzögen Johann von Berry und Karl von Orléans. Er wurde am 8. Mai 1412 in Eltham bei London und Bourges unterzeichnet.
In diesem Vertrag sicherte Heinrich IV. seine Unterstützung gegen die Bourguignons zu und sollte dafür das Herzogtum Aquitanien zurückerhalten.
Im Herbst 1412 landete der Herzog von Clarence, der zweite Sohn Heinrichs IV., mit einer Armee im Cotentin und nahm damit die Kriegshandlungen auf dem Festland wieder auf.
Siehe auch: Bürgerkrieg der Armagnacs und Bourguignons